# Sharhabil Bin Hassneh EcoPark
Sharhabil Bin Hassneh EcoPark (în română: Ecoparcul Sharhabil Bin Hassneh) este o rezervație naturală din nordul Iordaniei administrată de Friends of the Earth Middle East (în română: Prietenii Orientului Mijlociu al Pământului. La începutul anilor 2000, Friends of the Earth Middle East (FoEME) a cartografiat zona identificând amenințările la adresa mediului și a primit 11 hectare (110 dune) de teren de la Autoritatea văii Iordanului, care include barajul Ziqlab. Ecoparcul a fost înființat în 2004, când grupuri de voluntari au început să îndepărteze gunoiul de pe șantier și să planteze plante și copaci locali. Parcul s-a deschis oficial la 12 aprilie 2011 sub patronajul Prințului Hassan bin Talal. În plus, au fost prezenți reprezentanți și senatori iordanieni, la fel ca și ambasadorul european în Iordania.	 În plus față de restaurare ecologică, Friends of the Earth Middle East a creat infrastructura turistică, inclusiv cabine, un centru de bun venit, o sală de conferințe, o zonă de picnic, un camping și mai multe trasee. Infrastructura este sprijinită de energie durabilă și de proiecte de utilizare a apei, inclusiv un sistem de tratare a apelor reziduale, energie solară și aparate eficiente din punct de vedere energetic.Parcul sponsorizează, de asemenea, activități și ateliere de educație ecologică.